# Музей армії (Париж)

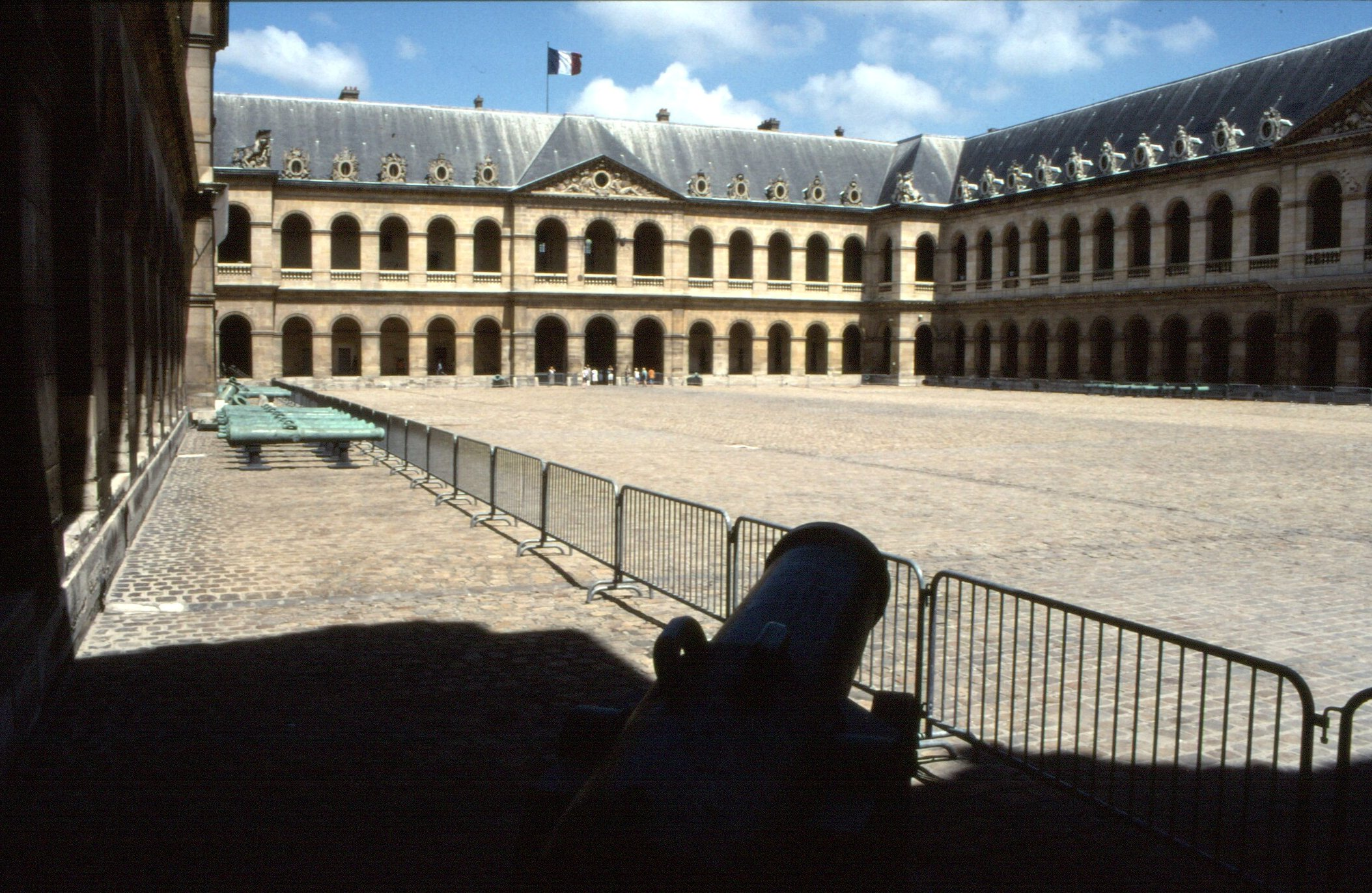
Подвір'я музею Армії в Парижі

Паризький музей армії (Musée de l'armée) знаходиться в Будинку Інвалідів, побудованому за наказом Людовика XIV для інвалідів війни.

## Історія музею
Музей армії відкрився в 1905 році в результаті злиття музею артилерії та музею історії армії.

### Музей артилерії
Музей артилерії, заснований в 1871 році, успадкував у свою чергу дві найвідоміші колекції: колекцію рухомого майна французької корони (фр. a collection du garde-meuble de la Couronne) і колекцію обладунків та зброї принців Конде (раніше виставлялися в замку Шантійі). З 1852 року колекція музею артилерії обґрунтовується в Будинку Інвалідів, постійно збагачуючись за рахунок експонатів Національної Бібліотеки, Лувра, Венсенського музею артилерії, Паризького монетного двору, колекції замку П'єрфон, а також за рахунок численних приватних пожертвувань.

### Музей історії армії
Музей історії армії заснований в 1896 році компанією La Sabretache, президент якої (художник Едуард Детай — фр. Edouard Detaille) мріяв створити такий музей на основі власної колекції, взявши за модель історичні зали Паризької Всесвітньої виставки 1889 року.

## Постійна колекція

### Розділ стародавнього озброєння (Armes et Armures Anciennes)
Паризький музей армії володіє третьою у світі (після віденського та мадридського музеїв) колекцією зброї та обладунків. Колекція покриває широкий історичний період: від палеоліту до середини XVII століття. У музеї виставлено близько 2500 предметів зброї. Здебільшого це французька зброя, але представлені також і інші європейські країни, так само як і країни Близького і Далекого Сходу (Оттоманська імперія, Персія, Індія, Китай і Японія).
Серед експонатів варто відзначити парадні обладунки французьких королів (Генріха II, Генріха IV, Людовика XIII і Людовика XIV), колекцію французької портативної стрілецької зброї XVII століття.

### Розділ Нового часу (1648–1792)
Розділ охоплює період від Людовіка XIV і практично до Французької революції. Період характеризується різкими змінами в структурі французької армії.
Вже за Людовіка XIV армія реформується, вибудовуючи чітку ієрархію військових чинів. З 1680 року вводиться обов'язкова для всіх уніформа, Французька армія бере участь в Тридцятилітній війні.
Під час царювання Людовика XV у Франції з'являється перша стандартна зброя — рушниця зразка 1717 року. З нею французькі солдати пройдуть Війну за австрійську спадщину.
При Людовіку XVI армія стає більш професійною, чіткість військового статуту і технічний прогрес — ось дві основні інгредієнти, які виховали майбутніх солдатів французької революції. За час царювання Людовика XVI Франція бере участь в американській Війні за незалежність.

### Розділ Нового часу (1792–1871)
Розділ описує історію французької армії від Великої Французької Революції до Паризької комуни.
Як цікаві експонати можна відзначити капелюхи Наполеона — великий полководець змінював свою знамениту треуголку приблизно раз на місяць, що за час його правління склало приблизно 170 капелюхів. На сьогоднішній день збереглося близько 20 капелюхів Наполеона, 6 з них зберігаються в паризькому музеї армії.
У розділі також представлена генеральська форма Наполеона, яку полководець носив під час свого Італійського походу, його ж шабля з битви при пірамідах під час єгипетської кампанії. Будучи Першим Консулом імперії, Наполеон заснував почесну зброю, якою нагороджувалися солдати, що проявили героїзм під час бою. Багато з цих предметів також зберігаються в музеї. Серед інших експонатів наполеонівської епохи в музеї знаходиться намисто Почесного легіону імператора, його шпага з битви при Аустерліці, а також один із знаменитих сірих сюртуків Бонапарта.
Реставрація монархії, а точніше царство Карла X та Луї-Філіпа знаменуються колоніальними походами французької армії. У музеї представлена форма французького Африканського корпусу, створена з яскраво вираженими східними мотивами.
У роки Другої імперії Наполеон III зробив технічне переоснащення армії, що змусило говорити про неї, як про гідного нащадка Великої Армії Бонапарта. До того часу відносяться Кримська війна, війна в Італії і Мексиці, утихомирення Алжирських колоній, Сирійська і Далеко-Східна кампанії.
Закінчується розділ розповіддю про війні 1870–1871 років і початком Комуни.

### Розділ двох світових воєн
У цьому розділі розповідається історія армії з 1871 до 1945 року: III Республіка та режим Віші, перша та друга світові війни. Не тільки французька армія показана в цьому розділі: окрім красивої уніформи царської Росії в музеї представлені форми практично всіх армій, що воювали у світових війнах.
18 червня 2000 — у день 60-річчя призову Шарля де Голля до французького народу — відкрилися нові зали, присвячені другій світовій війні. А з липня 2006 року розділ повністю перебудований, істотно розширилася колекція, присвячена III Республіці та кінцю першої світової війни.

### Розділ артилерії

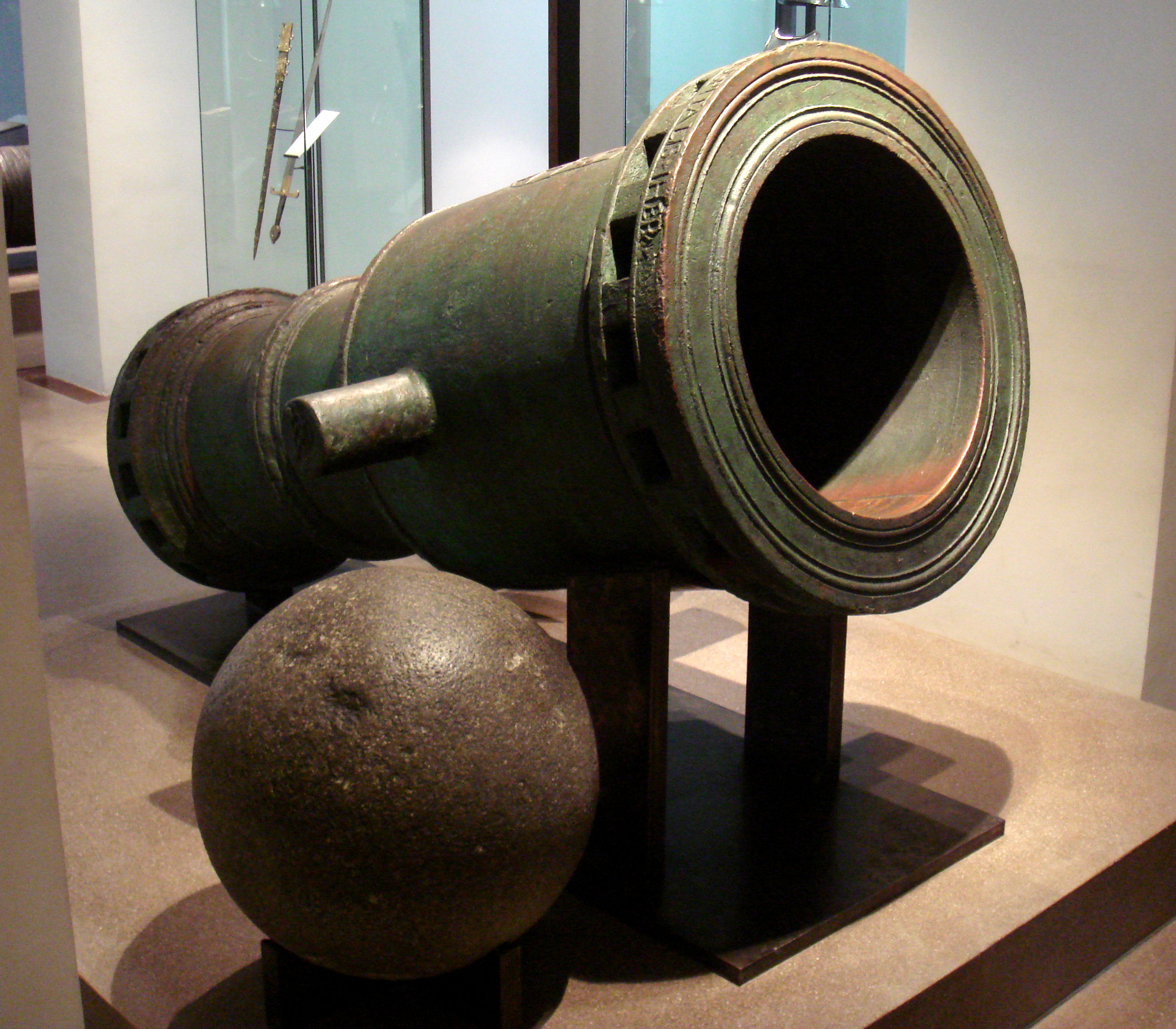
Мортира ордена Святого Іоанна Єрусалимського, Родос, 1480–1500 рр..

Успадкував колекцію однойменного музею розділ артилерії виставляє як експонати справжніх гармат, так і їх моделі. Близько 800 гармат виставлено просто неба навколо будівлі Будинку Інвалідів, в якому розмістився музей. У колекції зокрема знаходяться гармати XIV століття — одні з перших гармат історії.
У дворі Будинку Інвалідів виставлені гармати класичних французьких батарей XVII–XVIII століть, за своїм оформлення наближаються до творів мистецтва. Відвідувач зокрема дізнається, що в цю епоху ливарники відзначали калібр гармати, зображуючи на стволі барельєф тварини: півень на стволах 12-го калібру (французька міра калібру відповідає вазі ядра в фунтах, тобто 12-й калібр відповідає приблизно 6-кілограмових ядрам), химера — 16-го калібру, лев — 24-го.
Уздовж ровів, з боку еспланади Інвалідів виставлені трофейні гармати, в тому числі гармати російської армії, захоплені Великої Армією Наполеона. З цих гармат до самого початку XX століття виробляли урочисті святкові салюти.
Зали моделей показують найбільшу у світі колекцію моделей гармат — виставлено більше 1000 експонатів. Найстаріші з виставлених моделей датуються XVI століттям і являють собою не що інше, як прототипи реальних знарядь. Стріляючі моделі часто дарувалися хлопчикам королівської сім'ї «з освітніми цілями». До XVII століття модель гармати стає класичним дипломатичним подарунком, прикладом тому служить, наприклад, модель, подарована Людовіком XIV парламенту Франш-Конте на честь приєднання цієї провінції до Франції в 1676 році.

### Розділ офіційної символіки
Прапори і знамена — символи приналежності до певного військового підрозділу. Паризький музей армії зберігає декілька сотень предметів такого роду, як французьких, так і трофейних, захоплених у війнах французькою армією.

#### Французькі прапори
Французькі прапори виставлені в хронологічному порядку в залі Тюренн (названому на ім'я похованого в Будинку Інвалідів маршала Тюренна). Найстаріше з виставлених полотен датується 1619 роком і є одним з небагатьох збережених до наших днів прапорів тієї епохи.
Перші прапори, які використовують ставший класичним порядок кольорів — синій, білий, червоний, — з'явилися в 1812 році. Одне з найвідоміших знамен того часу — прапор першого полку піших гренадерів імперської гвардії — також зберігається в музеї. Саме цей прапор цілував Наполеон під час свого першого зречення від трону в 1814 році.
У 1880 році офіційний декрет закріплює військову символіку, вводячи в тому числі стандарт на військові прапори (розмір і матеріал полотнища, розмір написи тощо). Цей стандарт діє у французькій армії досі.

#### Трофейні прапори

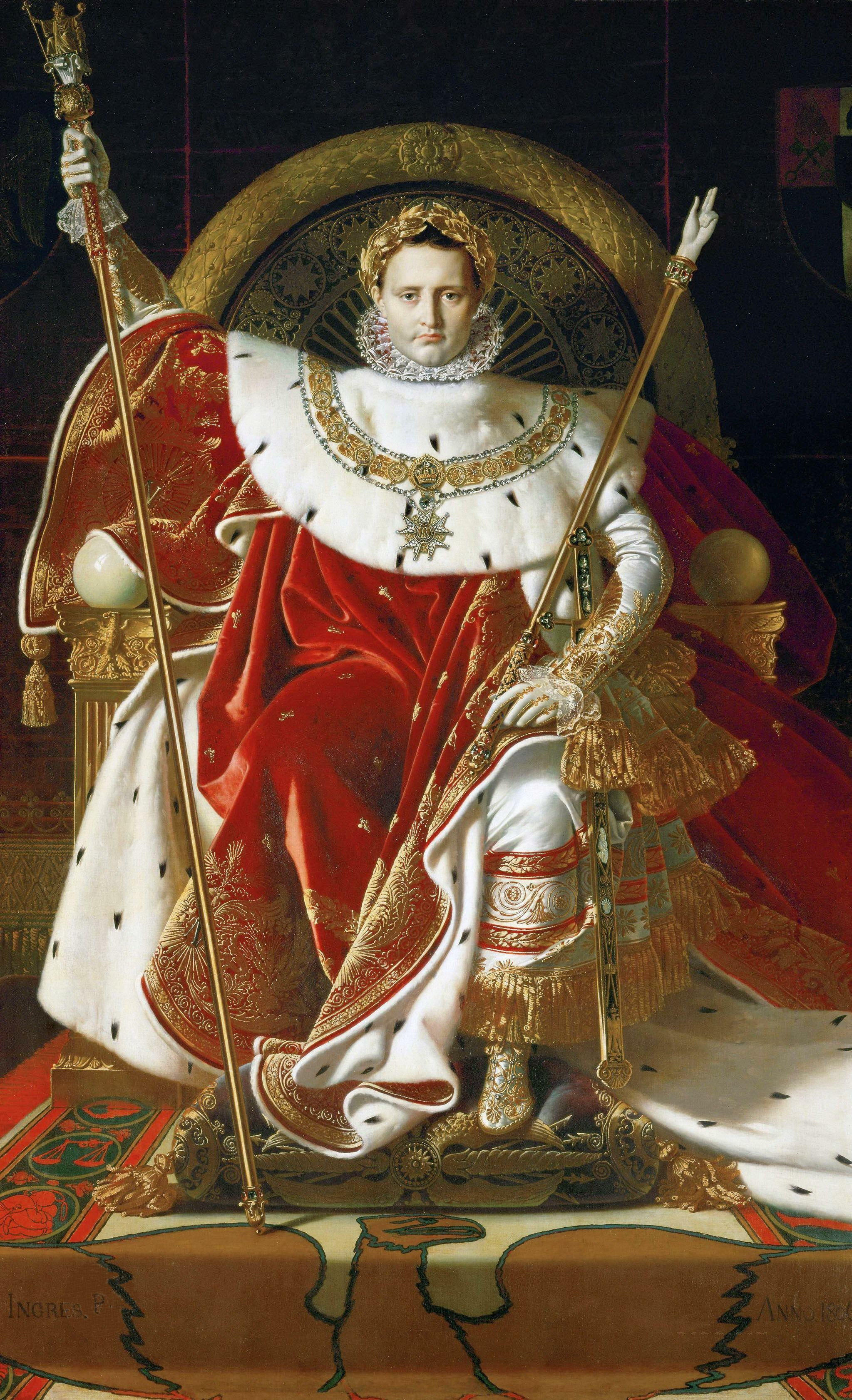
Енгр, Наполеон на імператорському троні, 1806 р.

Під час старого режиму трофейні прапори виставлялися в соборі Паризької Богоматері. У листопаді 1793 року наказом Конвенту вони перевозяться в церкву Святого Людовика, що знаходиться на території Будинку Інвалідів, перейменовану в той же час в Храм Марса. Переможні наполеонівські кампанії значно збагачують колекцію, але в 1814 році, хранитель Будинку Інвалідів спалює всю колекцію, щоб прапори не потрапили в руки ворожої армії, що стоїть біля воріт Парижа.
Виставлені в наш час[коли?] трофейні прапори датуються XIX–XX століттями: від Аустерліца (1805 рік) до війни в Індокитаї (1952 рік).

### Розділ іграшкових солдатиків
У розділі виставлено близько 150 000 картонних, свинцевих і олов'яних солдатиків, створених у період від XVIII до середини XX століття.

### Розділ образотворчого мистецтва
Близько 200 000 експонатів — картини та скульптури, естампи, малюнки та фотографії — зібрано в розділі образотворчого мистецтва музею армії. У тому числі — картини та замальовки художників, посланих музеєм на фронт під час першої світової війни.

## Практична інформація
Музей розташований в VII окрузі Парижа, найближчі станції метро — Invalides, La Tour-Maubourg і Varenne.
Музей відкритий щодня крім першого понеділка кожного місяця. Вихідні 1 січня, 1 травня, 1 листопада і 25 грудня.
Години роботи:
- Влітку (1 квітня — 30 вересня) з 10:00 до 18:00
- Взимку (1 жовтня — 31 березня) з 10:00 до 17:00
- По вівторках музей відкритий до 21:00